# Lenaite
La lenaite è un minerale appartenente al gruppo della calcopirite.